# Няган
Няган (на руски: Нягань) е град в северозападната част на Ханти-Мансийски автономен окръг, Тюменска област, Русия. Населението на града през 2010 година е 57 101 души. Носи името на притока на Об река Няган-Юган. Разположен е близо до река Об.

## История
През 1954 г. на река Няган е създадено селище лесовъден център, който днес е известен като Стари Няган. Броят на лесовъдите нараства значително и през 1965 г. наблизо е основано селището Нях.
През 1967 г. до селището е прокаран железопътен транспорт.
През 1978 г. е създадена Красноленинска нефто- и газо-проучвателна експедиция, която скоро разкрива промишлени залежи от нефт.
На 15 август 1985 г. селището Нях е обявено за град под името Няган.

## Икономика
В Няган е разположено нефто- и газодобивно предприятие с нефтопреработвателен завод ОАО „ТНК-Няган“, Красноленински газопреработвателен завод, Красноленинскнефтогазгеология, общинско лесодобивно предприятие.
В строителство е завод „Полярен кварц“, който ще произвежда висококачествен кварцов концентрат.

## Родени в Няган
Мария Шарапова – руска тенисистка, първа ракета на Русия и на света през 2005 и 2007 г.